# Е̂
Cette page contient des caractères spéciaux ou non latins. S’ils s’affichent mal (▯, ?, etc.), consultez la page d’aide Unicode.
Ne doit pas être confondu avec la lettre latine e accent circonflexe Ê.
Le ié accent circonflexe (capitale Е̂, minuscule е̂) est une lettre de l’alphabet cyrillique qui a été utilisée dans l’écriture de l’ukrainien. Elle est composée d’un ié avec un accent circonflexe.

## Utilisations
La lettre cyrillique ié accent circonflexe ‹ е̂ › a été utilisée dans l’orthographe ukrainienne maximovitchivka (uk) proposée par Mikhaïl Maximovitch en 1827.

## Représentation informatique
Le ié accent circonflexe peut être représenté avec les caractères Unicode suivants (cyrillique, diacritiques), :
| formes    | représentations | chaînes de caractères | points de code | descriptions                                                  |
| --------- | --------------- | --------------------- | -------------- | ------------------------------------------------------------- |
| capitale  | Е̂               | Е◌̂                    | U+0415 U+0302  | lettre majuscule cyrillique ié diacritique accent circonflexe |
| minuscule | е̂               | е◌̂                    | U+0435 U+0302  | lettre minuscule cyrillique ié diacritique accent circonflexe |